# Consonne roulée
« Roulée » redirige ici. Pour les autres significations, voir Roulé (homonymie).
Une consonne roulée, ou par concision roulée, parfois aussi appelée trillée, est une consonne vibrante produite par des vibrations multiples entre le lieu d'articulation et l'organe articulateur.

## Liste des roulées de l'API
- Bilabiale
  - [ʙ] et [ʙ̥]
- Labio-dentale
  - [ʙ̪]
- Alvéolaire : la pointe de la langue, dirigée vers l'arrière, vibre brièvement contre le palais antérieur. Elle prend contact avec celui-ci par sa face intérieure, puis va se rabattre en position de repos, plate, la pointe contre les dents du bas.
  - [r]
- Uvulaire : le dos de la langue sert de point d'appui au voile du palais ou à la luette qui effectue plusieurs vibrations.
  - [ʀ]

On rapporte des cas d'épiglottale roulée.